# Geyso-Schloss Mansbach

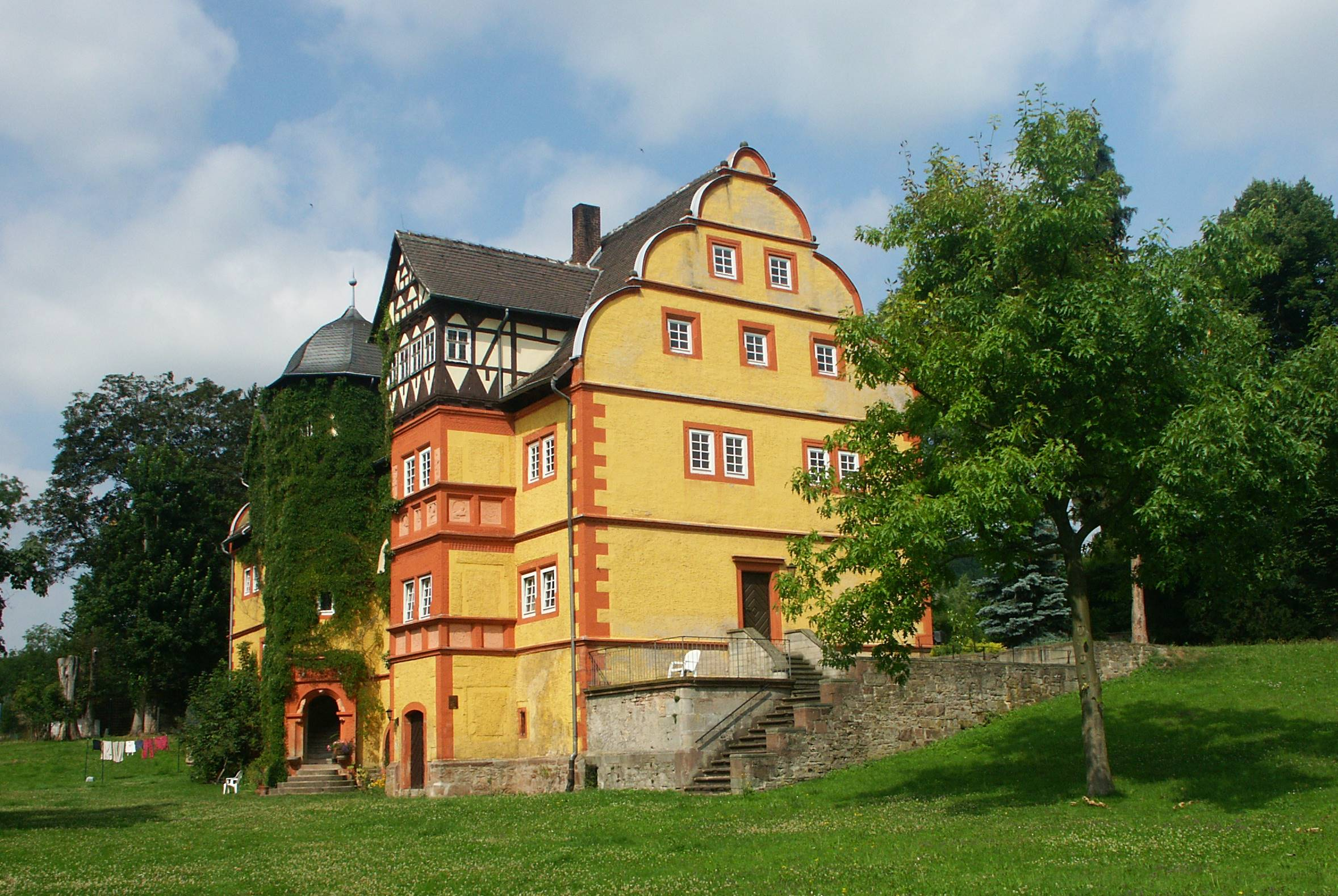
Geyso-Schloss Mansbach

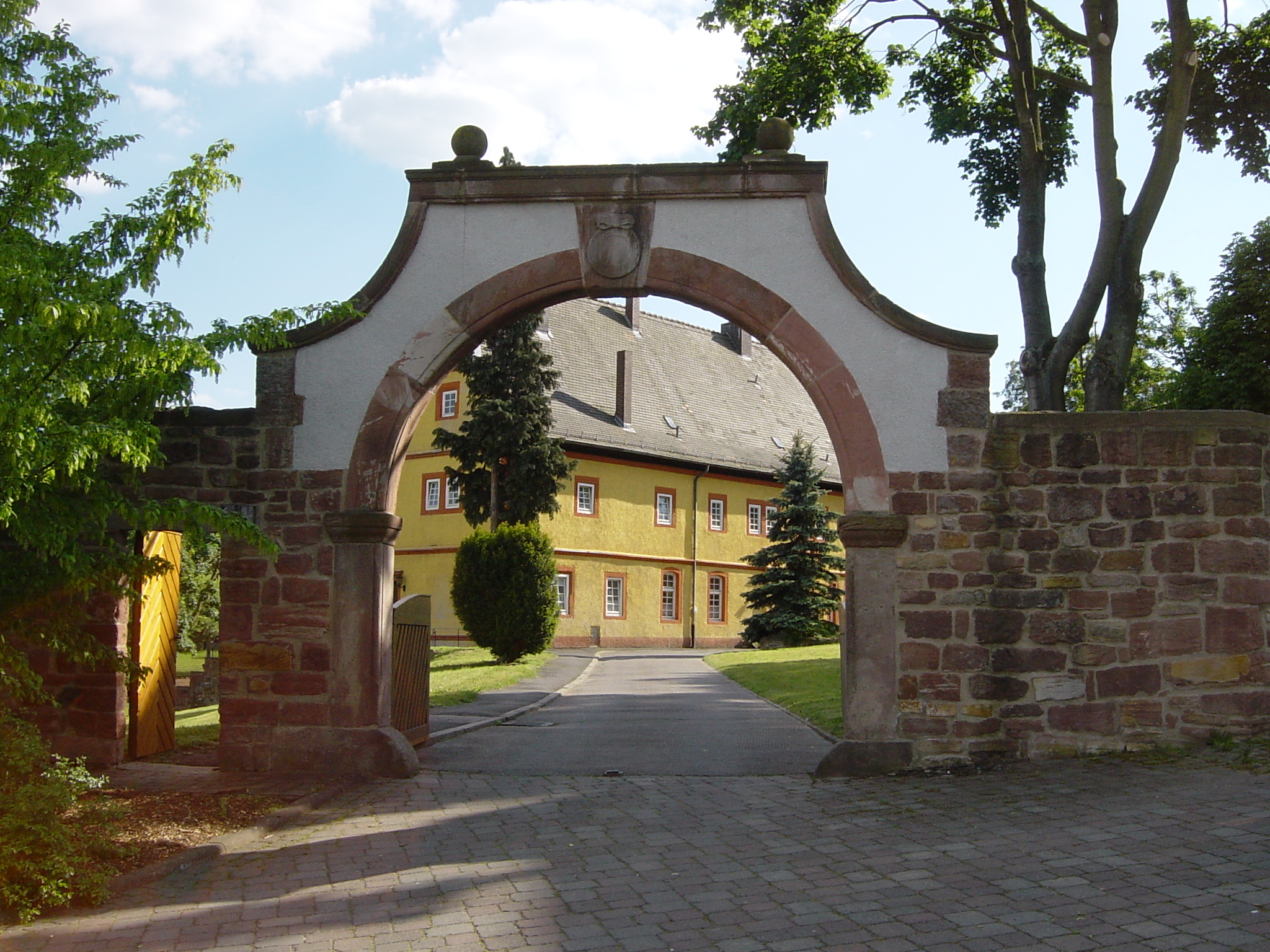
Geyso-Schloss Hoftor

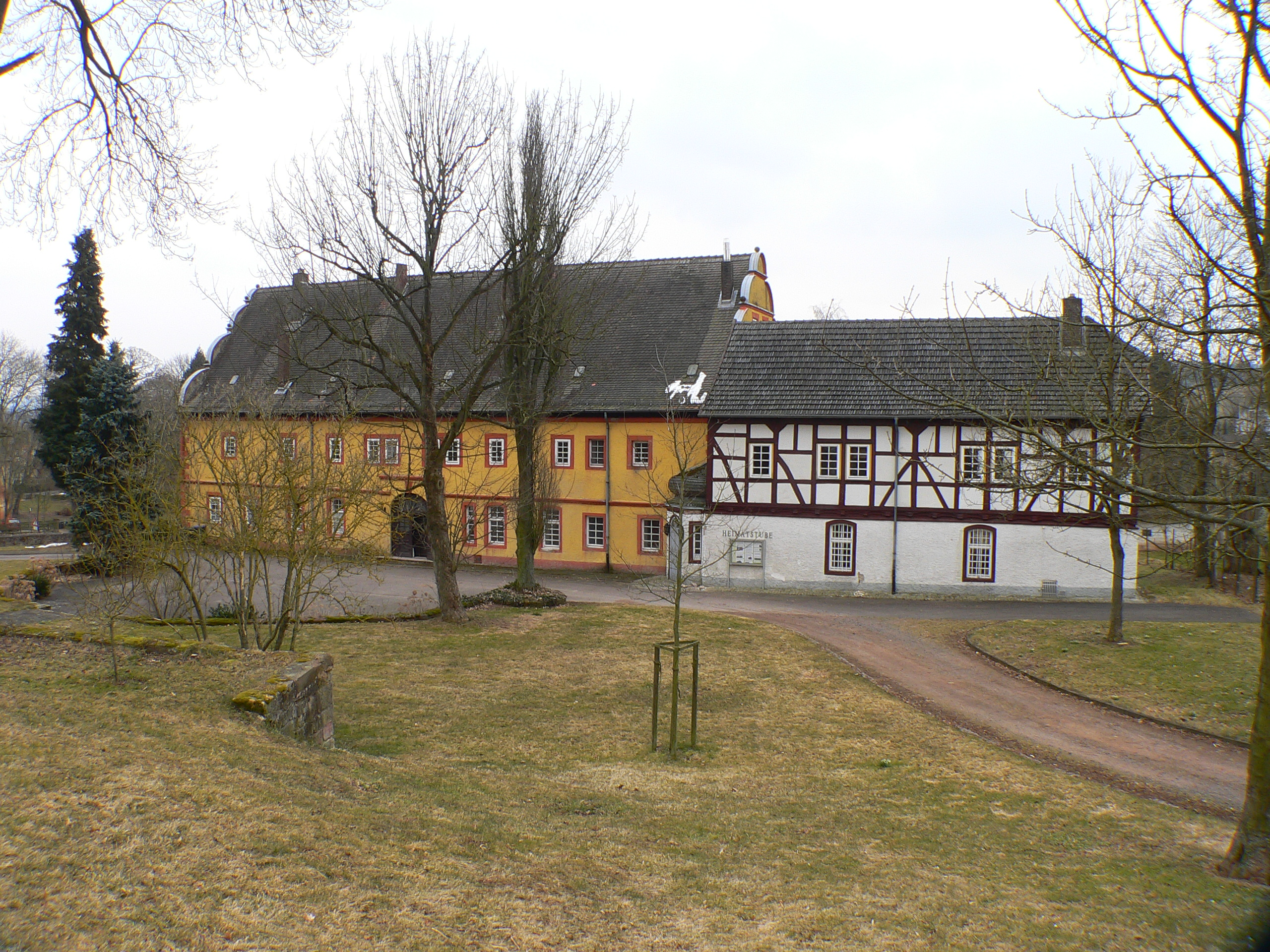
Geyso-Schloss Hofseite

Das Geyso-Schloss Mansbach liegt in Mansbach, einem Ortsteil der Gemeinde Hohenroda im Landkreis Hersfeld-Rotenburg in Osthessen.

## Geschichte
Das Schloss wurde zwischen 1577 und 1578 von Wilhelm von Mansbach anstelle einer 1276 durch den Abt Bertho IV. von Fulda zerstörten Vorgängerburg erbaut und trug bis zu seinem Verkauf 1652 den Namen „Wilhelmsburg“. Der neue Besitzer, der hessische Generalleutnant Johann von Geyso, und dessen Enkel Valentin von Geyso ließen das Schloss im dritten Viertel des 17. Jahrhunderts umbauen und dem Anwesen ein Kavaliershaus und ein Kutscherhaus hinzufügen. Weitere Umbaumaßnahmen im Jahr 1878 gaben dem Schloss schließlich sein heutiges Aussehen.
Von 1918 bis 1932 betrieb Heinrich von Sydow für den Union-Klub auf dem Anwesen ein Gestüt. Von 1935 bis April 1945 nutzte die Wehrmacht die Anlage als Remonte-Depot, in dem drei- und vierjährige Pferde für den militärischen Dienst ausgebildet wurden. Leiter des Depots war Karl Böhme. 1944 bezog der aus dem Osten geflüchtete Victor von Békésy mit einigen Huzulen aus eigener Zucht Teile der Anlage. Am 13. Mai 1945 belegte eine Division der amerikanischen Kavallerie das Geyso-Schloss. Es ging 1947 in staatlichen Besitz über und beherbergte bis 1950 die Verwaltung der Fachschule für Pferdezucht und -haltung sowie der Fohlenaufzucht.
Nach Umbauten durch das Bundesimmobilienamt wurde das Hauptgebäude ab den 1970er Jahren als Mietwohnraum genutzt. Der Fachwerkanbau wurde 1992 an die Gemeinde Hohenroda verkauft. Im Jahr 2014 ging das Hauptgebäude in Privateigentum über. Es ist im Besitz der Schloss KG und wird weiterhin zu Wohnzwecken als auch für Kulturaktivitäten genutzt.

## Baubeschreibung
An der dem Park zugewandten Seite des zweigeschossigen Rechteckbaus mit neun auf drei Fensterachsen und hohen geschweiften Giebeln befindet sich mittig ein über die Satteldachtraufe hinausragender achteckiger Treppenturm mit Segmentkuppel, linksseitig ein Zwerchhaus mit Satteldach und gedecktem Dreiecksgiebel sowie rechtsseitig ein dreigeschossiger, weit aus der Flucht vorspringender Risalit, ebenfalls mit Zwerchhaus und figürlichen und ornamentalen Reliefs. Das Renaissance-Portal in der Hofseite weist figürliche symbolische Plastiken auf. An die nördliche Giebelseite ist ein zweigeschossiges Fachwerkhaus angebaut. Den Übergang zwischen beiden Gebäuden kaschiert ein weiterer kleiner Treppenturm. Das etwas östlich vom Schloss gelegene barocke Kavaliershaus musste 1968 wegen Baufälligkeit abgerissen werden.
In dem Fachwerkanbau ist das Heimatmuseum untergebracht, das durch den Fremdenverkehrsverein Mansbach-Soislieden unterhalten wird. Im Hauptgebäude befinden sich Wohnungen, die zum Teil als Ferienwohnungen angemietet werden können.
Das Schloss ist ebenfalls Spielstätte des Kulturvereins Sonnenzeit, eines gemeinnützigen Vereins mit Sitz in Mansbach, dessen Zweck es ist, den Ortskern von Mansbach kulturell zu beleben und einen Platz der Gemeinsamkeit im historisch wertvollen Kulturdenkmal für alle Interessierten zugänglich zu machen. Die kulturelle Vernetzung aller Altersschichten der Gesellschaft sowie die Förderung von Kunst und Kultur in der Region sind die angestrebten Ziele. Von 2015 bis 2017 fand hier das Open Air Mansbach Music and Arts Festival statt.
Auf dem Bergfriedhof ließ die Familie im Jahr 1683 eine Kapelle, die sogenannte Geyso-Kapelle, errichten, die bis 1922 als Familiengruft genutzt wurde. Der Saalbau verfügt in seinem Innenraum, so die Deutsche Stiftung Denkmalschutz, über einen „reichen Bauschmuck“. Allerdings ist der Glockenstuhl des Dachreiters sanierungsbedürftig und das Bauwerk wurde daher im Jahr 2020 für die Öffentlichkeit gesperrt; eine Sanierung ist in Vorbereitung.